# V376 Киля
О звезде B Киля см. B Киля, о звезде b² Киля см. HD 77370

V376 Ки́ля (лат. V376 Carinae, V376 Car, b¹ Киля , b¹ Car) — двойная звезда в созвездии Киль, удалена от Земли примерно на 620 световых лет. Её видимая звёздная величина равна +4,93m, она может быть видна невооружённым глазом в ясную ночь. Наблюдается к югу от 30° северной широты; на территории России не видна.
Главный компонент, V376 Киля A, является бело-голубым субгигантом спектрального класса В2 с видимым блеском +5,13m. Ранее звезда считалась пульсирующей переменной типа β Цефея (не путать с цефеидами), меняющей блеск с +4,91m до +4,96m с периодом в 29,95 минуты. Однако в 2005 году более точные измерения показали, что относить её к этому типу нет оснований.
Второй компонент, V376 Киля B — бело-голубая звезда главной последовательности, имеющая спектральный класс В9.5 и видимую звёздную величину +6,83m. Две звезды разделены угловым расстоянием в 40,4 угловой секунды и могут быть легко разрешены в небольшой телескоп.